# Петрово (Гатчинський район)
Петрово (рос. Петрово) — присілок у Гатчинському районі Ленінградської області Російської Федерації.
Населення становить 51 особу. Належить до муніципального утворення Пудостське сільське поселення.

## Географія
Населений пункт розташований на південній околиці міста Санкт-Петербурга.

## Історія
Згідно із законом від 16 грудня 2004 року № 113—оз належить до муніципального утворення Пудостське сільське поселення.

## Населення
| 2007 | 2010 | 2017 |
| ---- | ---- | ---- |
| 46   | ↘39  | ↗51  |

## Уродженці
- Фокіна Анастасія Іванівна (1913—2010) — доярка племінного радгоспу «Торосово», Герой Соціалістичної Праці.